# Osphronemus laticlavius
Osphronemus laticlavius (червонохвостий велетенський гурамі, англ. Giant Red Tail Gourami) — вид великих лабіринтових риб з родини осфронемових (Osphronemidae).
Був описаний Т. Робертсом у 1992 році разом із O. septemfasciatus.

## Поширення
Батьківщина виду — північний схід острова Калімантан (Малайзія, штат Сабах). Відомий лише з басейнів річок Кінабатанган (малай. Sungai Kinabatangan) і Сеґама (малай. Sungai Segama).

## Опис
Osphronemus laticlavius має стиснуте з боків, високе, овальної форми тіло і тупу голову з горбом на лобі. Тіло коротше, ніж у інших представників роду осфронем. Максимальна стандартна (без хвостового плавця) довжина становить 50 см.
Спинний плавець має 13-14 твердих і 10 м'яких променів, анальний — 11-12 твердих і 16-18 м'яких. Черевні плавці видовжені у формі ниток.
Молодь має 3-5 неповних поперечних смуг, що помітно менше, ніж у інших видів велетенських гурамі. В дорослому віці ці смуги втрачаються. Натомість риби набувають сталевого синьо-сірого забарвлення, іноді воно стає майже чорним. Краї плавців у дорослих риб оранжеві або червоні, вони різко контрастують з темним основним забарвленням. Самці помітно барвистіші за самок.

## Біологія
Osphronemus laticlavius водиться в прісних водах: в озерах та річках з повільною течією.
Харчується переважно рослинною їжею, як водяними, так і наземними рослинами.
Як і інші гурамі, цей вид має особливий лабіринтовий орган, який дозволяє рибам використовувати для дихання атмосферне повітря й виживати в бідних на кисень водах.

## Утримання в акваріумі
Osphronemus laticlavius є найпривабливішим з усіх велетенських гурамі, але дуже рідко трапляється в торгівлі акваріумними рибами. Попит на нього високий, відповідно й ціни також високі.
Для утримання цих риб потрібні великі акваріуми місткістю від 700 літрів, багато корму та потужна й ефективна фільтрація води. Вид всеїдний і невибагливий.
Факти розведення в неволі не відомі.